# Bernhard A. Böhmer
Bernhard A. Böhmer, eller Boehmer, ifølge dåbsattesten: Bernard Aloysius Böhmer (født 10. juni 1892 i Ahlen, død 3. maj 1945 i Güstrow) var en tysk billedhugger, maler, Barlach (de)-ven og fortrolig og kunsthandler af utallige kunstværker af "Entartete Kunst", beregnet til destruktion af de nazistiske myndigheder.

## Liv og virke
Bernhard A. Böhmer var en søn og yngste af fem børn af Regnskabsrådet Hubert Böhmer (1854–1926) og hans hustru Gertrud, født Kirchesch (1854–1940).
Böhmer voksede op i en kunstelskende familie. I en alder af ti blev han allerede portrætteret i magasinet Die Woche som et "malervidunderbarn". Efter endt skolegang tog han eksamen fra Bielefelds håndværks- og kunsthåndværkerskole. Her mødte han sin klassekammerat og senere billedhugger Marga Graeber fra Stolberg (Harz), som han giftede sig med i 1917. Efter først at have boet som billedhuggere i Krefeld og derefter andre steder, slog de sig ned i Güstrow, Mecklenburg, i 1924, hvor de erhvervede en stor ejendom ved floden med et landsted. De mødte snart Ernst Barlach og bød ham velkommen i deres hus. Efter sin vens og vejleder Paul Cassirers død gjorde Barlach Böhmer til sin sekretær og betroede ham markedsføringen af hans værker.
Ægteskabet med Marga Böhmer, der siden 1924 havde bevaret tætte, venskabelige kontakter med Ernst Barlach og senere blev hans partner, endte med skilsmisse i 1927. Fra sit andet ægteskab i 1931 med Rostock-fabriksejerens datter Hella Otte (1905–1945) de fik sønnen Peter (Bernhard) Böhmer (1932–2007) som eneste barn. I påsken 1933 flyttede familien Böhmer ind i en lejlighed i Barlachs nye hus med atelier. Efter Barlachs død i 1938 ledede han Barlach Ejendomskommission.
Efter nationalsocialisternes magtoverdragelsen formåede Böhmer at rejse sig og blive en af de førende kunsthandlere i det nationalsocialistiske Tyskland. Han opretholdt kontakter med højtstående nazister som Joseph Goebbels og Hans Hinkel og var en af de få "brugere" af nazistisk plyndret kunst, især værker af såkaldt "degenereret kunst", der var blevet konfiskeret på vegne af Joseph Goebbels' Reich Ministeriet for folkeoplysning og propaganda og bohemerne solgte eller solgte fra til udlandet for stor (inklusive personlig) fortjeneste. Den såkaldte Harry Fischer-liste (de) over kunstværker "beregnet til udnyttelse" overleveret i London indeholder, med noten "B", alle de værker, som Böhmer havde lagt til side og midlertidigt opbevaret i sit hus i Güstrow.
Hans smarte salgsstrategi gjorde Böhmer til millionær. Med den fremmede valuta, han tjente, og sine fremragende, ofte personlige forbindelser i den nationalsocialistiske kunstverden, kunne Böhmer også advokere for Barlachs konfiskerede værker og bringe dem ud af skudlinjen og dermed bevare dem for eftertiden. Denne ambivalens i Böhmers handlinger dokumenteres stadig i dag i meget forskellige vurderinger af hans liv og arbejde. Nogle ser ham som en skruppelløs profitmager af Hitler-staten, andre ser ham som frelseren af talrige kunstværker.
Om aftenen den 3. maj 1945, da den sovjetiske hær ankom, forsøgte Böhmer og hans anden kone Hella et fælles organiseret selvmord, hvor deres 12-årige søn kun undslap sine forældres mordforsøg ved et tilfælde. Böhmer og hans kone fandt deres sidste hvilested på Güstrow-kirkegården, hvor deres grave er bevaret den dag i dag. Sønnens moster Wilma Zelck, født Otte (1912–1962), fik tildelt værgemål for sønnen.

## Samling
Huset med atelier i Güstrow blev konfiskeret af den sovjetiske hær i 1945. I forbindelse med opløsningen af husstanden i Güstrow blev mange kunstværker fra boet overdraget til Böhmers arvinger i Rostock, hvor de blev sikret af det tyske centralkontor for folkeoplysning (Deutsche Zentralstelle für Volksbildung), og i 1947 blev dele af det (34 malerier, 9 skulpturer og omkring 1000 grafiske værker) overdraget til museet i Rostock og efterfølgende returneret til de retmæssige ejere.
De værker, der forblev hos arvingerne, endte fra 1948 og frem via Vestberlin i de vestlige zoner, hvor Peter Böhmer havde slået sig ned i Hamborg, eller de endte i andre vestlige lande. Assisteret af kunsthandleren Albert Friedrich Daberkow (1912–1962) solgte Wilma Zelck en del af værkerne.
De 613 værker fra Böhmers ejendom (27 malerier, 6 skulpturer, 23 akvareller, 20 tegninger, 537 grafiske tryk) opbevares i Rostocks kulturhistoriske museum (de), og de udgør nu den mest omfattende samling af tidligere konfiskeret "degenereret" kunst i museets besiddelse. Efter en juridisk afgørelse har de siden 2009 tilhørt museet.
I midten af oktober 2016 blev der fundet adskillige dokumenter under nedrivningsarbejde på en bygning, der støder op til familien Böhmers hjem. Brevene og dokumenterne tilhørende Böhmer og kunsthandleren Hildebrand Gurlitt vil formentlig give yderligere oplysninger om Böhmers funktion i salget af de kunstværker, der blev omtalt som "degenererede" af nationalsocialisterne.